# آرتور گئورگیان
آرتور سامولی گئورگیان (ارمنی: Արթուր Սամվելի Գևորգյան؛ زادهٔ ۱ آوریل ۱۹۷۵ در ایروان) بوکسور و سیاستمدار اهل ارمنستان است که در مسابقات قهرمانی بوکس آماتوری اروپا در مجموع برندهٔ ۱ مدال برنز شده‌است. گئورگیان همچنین نماینده دوره‌های پنجم و ششم مجلس ملی جمهوری ارمنستان بود.